# 馬瑟爾堡林克思
馬瑟爾堡林克思（英語：Musselburgh Links, The Old Golf Course），位於蘇格蘭東洛錫安馬瑟爾堡，被公認為其中一個世界最古老的高爾夫球場。馬瑟爾堡林克思原本只有7個洞，至1838年和1870年分別加了第八和第九個洞。

## 外部連結
- 官方网站（英文）